# Jan Muskata
Jan (Johann) Muskata (ca. 1250, Wrocław - 7 februari, 1320) was de 23e bisschop van Krakau.

## Biografie

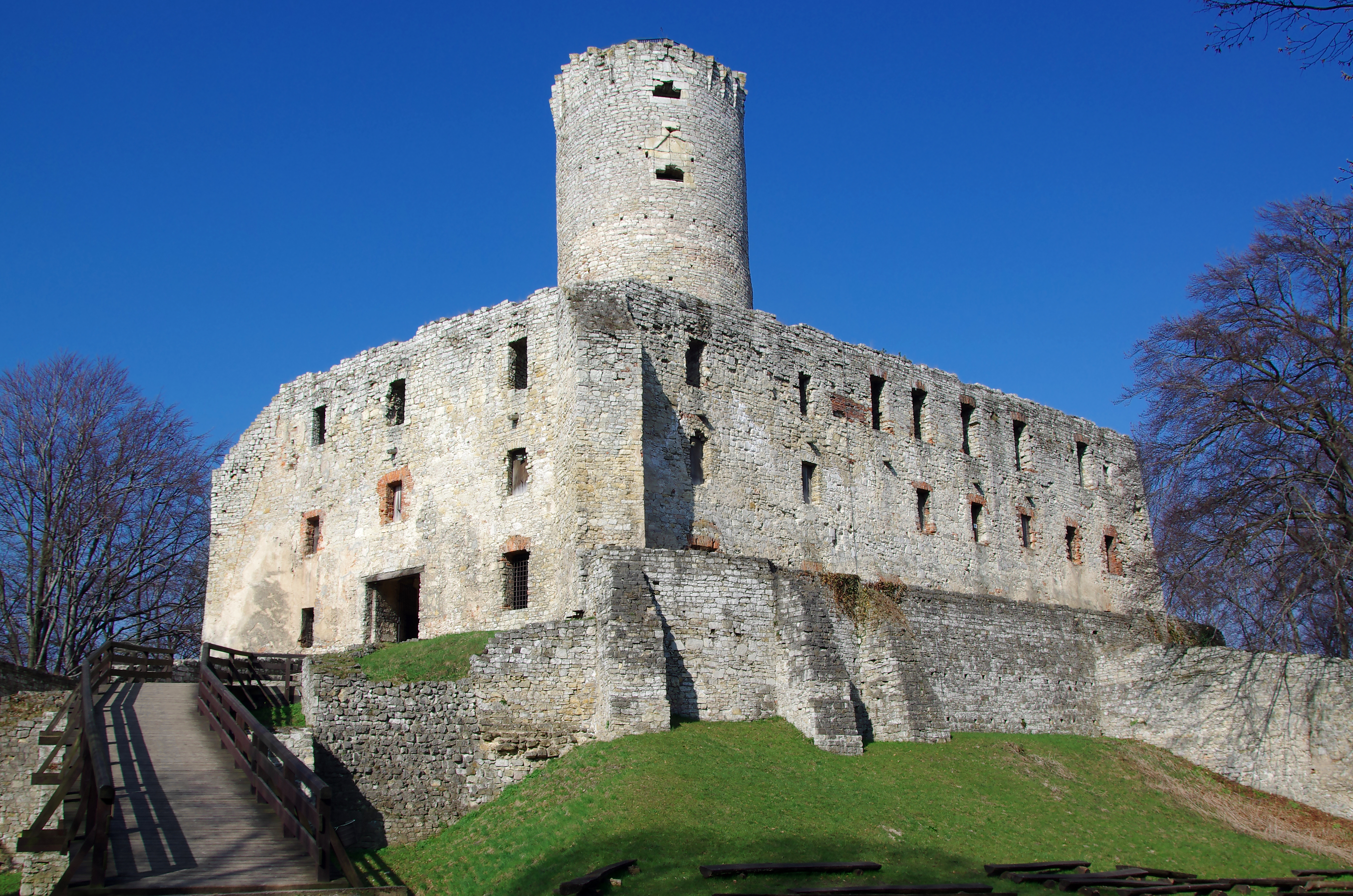
Het kasteel van Lipowiec

Jan Muskata was de zoon van een Duitse kruidenhandelaar. De naam Muskata is afgeleid van het Latijnse woord voor nootmuskaat. Zijn broer Stefan was grootgrondbezitter in Wrocław en zijn zus Adelajda trouwde met de militair Gerlach de Culpen.
Muskata heeft tijdens zijn bisschopstermijn de cult van de Boheemse Wenceslaus de Heilige in Krakau geïntroduceerd. Bewijzen hiervoor zijn het ontwerp van het eerste gotische koor van de Wawelkathedraal en de oudst bekende boekverluchting van deze kathedraal: De Missale plenarium Cracoviense.
Jan Muskata heeft het kasteel van Lipowiec vanaf 1294 uitgebreid met stenen constructies en gebruikte het als uitvalsbasis voor rooftochten.
Muskata en zijn zwager Gerlach de Culpen kozen de kant van de Přemysliden in de strijd om de Poolse troon. De bisschop bood vastberaden weerstand tegen de toenmalige prins Wladislaus de Korte en leidde samen met een zekere Albert een Duitse opstand in Krakau dat na een jaar lang beleg werd neergeslagen. Jan Muskata werd door de aartsbisschop Jakub Świnka tot 'vijand van het Poolse volk' uitgeroepen en moest voor een kerkelijke rechtbank verschijnen. De getuigen in deze rechtszaak beschuldigde Muskata van het steunen van Duitsers in de Poolse kerk. Eén getuige beweerde dat de bisschop liever dood zou gaan dat hij af zou zien van zijn plan om het Poolse volk uit te roeien. Jan Muskata werd in 1307 uit Krakau verbannen, maar mocht een jaar later terugkomen. Jakub Świnka was zijn vervanger voor een jaar. De bisschop benoemde zijn zwager Gerlach de Culpen in 1312 als burggraaf van zijn kasteel in Lipowiec.
Jan Muskata werd niet (zoals gebruikelijk) in de Wawelkathedraal begraven, maar in de Mogiła-abdij. Zijn bronzen grafsteen is na een brand in 1743 door de monniken als schroot verkocht. Het Kasteel van Lipowiec is een van de weinige tastbare herinneringen aan de bisschop.